# Glasnost

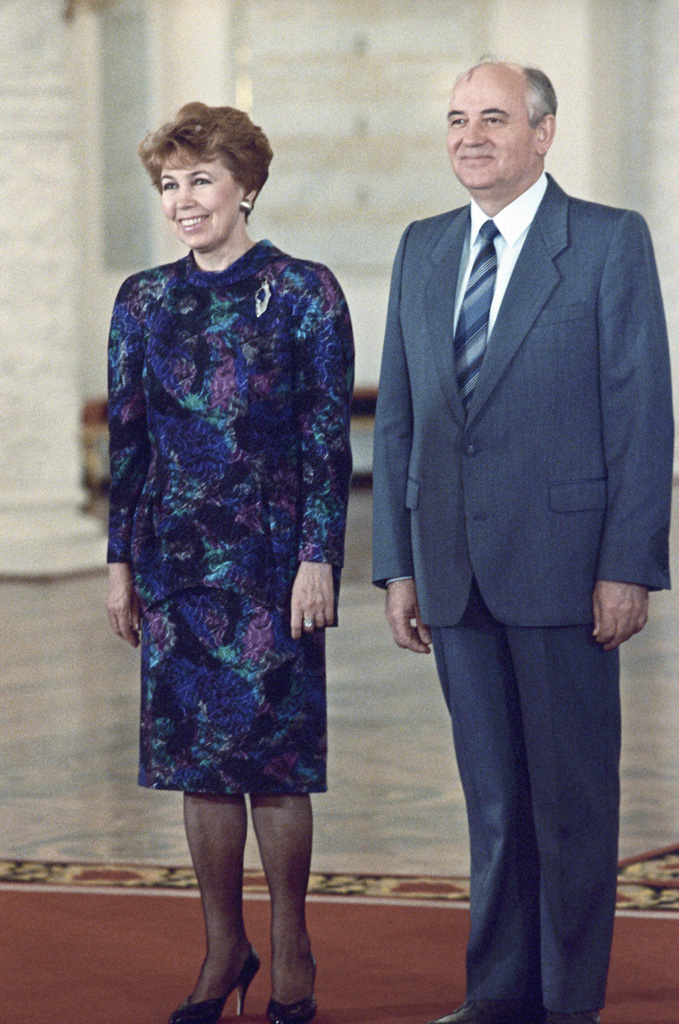
Mikhaïl Gorbatchev et son épouse Raïssa, en 1988.

La glasnost (/ɡlasnɔst/ ; en russe : гласность /ˈɡɫasnəsʲtʲ/  litt. « publicité [des débats] », traditionnellement traduit par « transparence ») est une politique de liberté d'expression et de publication d'informations qui s'amorce à la suite de l'accident nucléaire de Tchernobyl, lors du 27e Congrès du Parti communiste de l'Union soviétique, puis est portée par Mikhaïl Gorbatchev à partir de mai 1986. Elle échoue devant la résistance passive ou active de groupes d'intérêts conservateurs internes et externes dont l'administration, l'armée et aux décideurs qui avaient beaucoup à y perdre, accentuant la crise économique de l'URSS et provoquant une montée des contestations.

## Objectifs de cette politique
Avec la glasnost, l'objectif du premier secrétaire général de l'Union Soviétique, alors en conflit ouvert avec les États-Unis avec la crise des euromissiles et embourbé dans l'impopulaire guerre d'Afghanistan (1979-1989), était notamment de mettre la pression sur les conservateurs du parti communiste qui étaient opposés à sa politique de restructuration économique, la perestroïka, devenue nécessaire en raison du retard technologique, économique et des conditions de vie dégradées au sein de l'URSS. Ce diagnostic avait été posé par de nombreux chercheurs russes, comme le dissident Andreï Amalrik, mais également des élites russes bien conscientes des problèmes comme le prédécesseur à la tête de l'URSS et mentor de Mikhaïl Gorbatchev, Youri Andropov.
À travers cette politique, Gorbatchev approfondit la déstalinisation, politique mise en place en 1956 par Khrouchtchev au XXe congrès du Parti communiste de l'Union soviétique, et renoue avec les principes jadis défendus par Lénine avec sa nouvelle politique économique, par l'économiste soviétique Evseï Liberman et par le socialisme à visage humain.
Résultats
La glasnost donna de nouvelles libertés au peuple, comme la liberté d'expression et d'association, ce qui constituait un changement important, dans la mesure où le contrôle des idées et des citoyens et la censure de toute expression démocratique par un système de police politique (Tchéka, NKVD, KGB) avait été la « colonne vertébrale » du système soviétique établi par Lénine en 1922 (avec la création du Glavlit) et renforcé par la suite par Joseph Staline. Des milliers de prisonniers politiques et beaucoup de dissidents furent également libérés du goulag et de nombreux camps fermèrent.
La glasnost va permettre ce qui était auparavant impensable : des manifestations massives, le début des grèves et la mise en place d'une presse libre. À partir de 1987, l'hebdomadaire Argumenty i Fakty (Arguments et Faits) est diffusé à plus de 3 millions d'exemplaires chaque semaine.
Les voyages à l'étranger sont autorisés. L'article de loi pénale sur la propagande antisoviétique est supprimé et la censure limitée aux seuls secrets d'Etat.
L'association Memorial, qui va enquêter en profondeur sur les crimes de la période stalinienne, est fondée en 1989 par le physicien russe et dissident Andreï Sakahrov. Elle permet un regard critique sur l'histoire officielle soviétique mise en avant de manière glorieuse par la propagande depuis 1917. Afin de faire correspondre les connaissances avec la vérité historique, l'ouvrage de l'historien français, Nicolas Werth, l'histoire de l'URSS, est autorisé à la parution et édité en 1994 à 1 million d'exemplaires dans les lycées avec l'accord des autorités russes.
Conséquences
La Glasnost contribuera aussi au réveil des identités nationales des peuples non-russes de la fédération soviétique, jusque-là soumis à la russification. En effet, Gorbarchev croit dans la possibilité des partis communistes des différents pays d'être le moteur des processus démocratiques.
Cet angle mort du programme, qui avait sous-estimé le rejet massif, notamment par les populations des pays du bloc de l'est, de l'idéologie communiste et de l'URSS, va aboutir en moins de 10 ans (de 1985 à 1991), à la chute des régimes communistes, et par voie de conséquence à la dislocation de l'URSS et à fin de la stratégie de la soviétisation de l'Europe via l'empire de pays satellites mis en place par Joseph Staline en 1945.
Dans les différents pays, la Glasnost contribue à la chute des régimes communistes conservateurs par diffusion des idées car le pouvoir soviétique exclut désormais toute intervention militaire comme pratiqué auparavant à Budapest en 1956 et Prague en 1968. C'est notamment le cas en Tchécoslovaquie, en République démocratique allemande et, de manière plus violente, en Roumanie durant l'année 1989. La transition se fait avec davantage de souplesse en Pologne et en Hongrie, dont l'économie autorisait l'existence d'entreprises privées dans certains secteurs comme l'artisanat.
Cependant, le but essentiel de Gorbatchev, qui était de moderniser l'Union soviétique via la glasnost et la perestroïka, ne fut pas atteint.
A contrario, l'impulsion donnée à la transformation du monde soviétique va contribuer à le modifier en profondeur et finalement échapper à tout contrôle.
Et l'Union, largement basée sur la contrainte étatique, s'effondra à l'hiver 1991-1992, plus précisément le 25 décembre 1991 lors de la démission de Mikhaïl Gorbatchev.